# Edmond Rostand

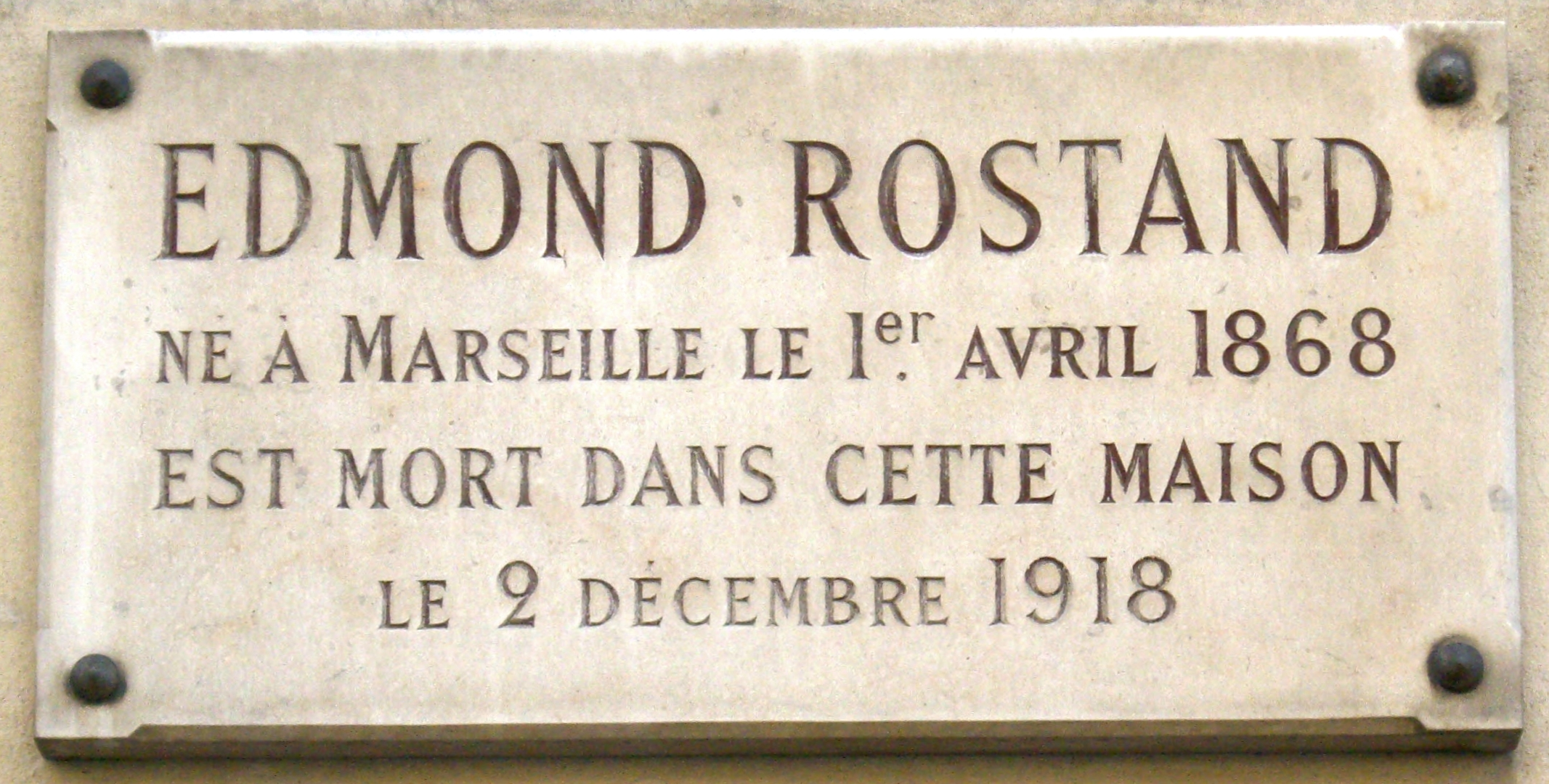
Pamětní deska na 4 avenue de La Bourdonnais, Paris 7e

Edmond Eugène Joseph Alexis Rostand (1. dubna 1868, Marseille – 2. prosince 1918, Paříž) byl francouzský spisovatel, dramatik, básník a esejista. Je autorem jedné z nejslavnějších her francouzského divadla, veršovaného romantického dramatu Cyrano z Bergeracu.

## Život
Edmond Rostand se narodil v Marseille v rodině bohatého obchodníka a bankéře Eugèna Rostanda a jeho manželky Angèle Gayetové, dcery majitele chemické továrny. Dětství v kultivovaném prostředí mu umožnilo rozvíjet lásku k literatuře a divadlu již ve velmi raném věku. Počátkem 70. let 19. století otec nechal postavit pro svou rodinu letní sídlo v módním lázeňském letovisku Bagnères-de-Luchon, kde Edmond Rostand strávil během svého mládí mnoho času. Našel zde inspiraci pro svá první literární díla, hru Červená rukavice (Le Gant rouge, 1888), kterou napsal s přítelem Henrim Leem a sbírku poezie Povaleči (Les Musardises, 1890). I v pozdějších letech se sem často vracel a okázale se hlásil ke gaskoňskému fanfarónství, smyslu pro čest i vtip.
Do svých sedmnácti let studoval na lyceu v Marseille, kde se projevil jako talentovaný básník. Už v roce 1880 uveřejňoval eseje a básně v literární revui Mireille. V roce 1884 odešel do Paříže, kde po dvou letech složil maturitu na Collège Stanislas. Na otcovo přání vystudoval práva, ale advokátní praxi nikdy nevykonával. Majetkové zázemí poskytované rodiči mu dovolilo věnovat se plně literární tvorbě. V roce 1887 napsal esej Deux romanciers de Provence : Honoré d’Urfé et Émile Zola (Dva romanopisci z Provence: Honoré d’Urfé a Émile Zola), za kterou obdržel cenu Marseillské akademie umění.
Dne 8. dubna 1890 se oženil s básnířkou Rosemonde Gérardovou, s níž měl dva syny: Maurice (*1891) a Jeana (*1894). Po svatbě Rosemonde zanechala psaní a zcela se věnovala práci pro svého manžela. Od roku 1906 Rostand žil ve vlastní rezidenci, vile Arnaga, kterou si nechal postavit v Cambo-les-Bains, termálních lázních v Baskicku, kam se přijel léčit po těžkém zápalu plic. Do Paříže jezdil jen příležitostně. Jeho vztah s manželkou se postupně zhoršoval a od roku 1911 žili odloučeně, každý měl v péči jednoho syna. Do jeho života pak vstoupily další dvě ženy: básnířka Anna de Noailles a herečka Mary Marquetová v roce 1917. 

### Literární úspěchy
První úspěchy zaznamenal v roce 1894 s veršovanou hrou Romantikové (Les Romanesques) uvedenou v Comédie-Française, po ní následovaly hry Vzdálená princezna (La Princesse lointaine, 1895) a Samaritánka (Samaritaine, 1897) v hlavní roli se Sarah Bernhardtovou. V prosinci 1897 se pak konala v Théâtre de la Porte-Saint-Martin triumfální premiéra Cyrana z Bergeracu. Rostand z obavy před neúspěchem opustil divadlo již před koncem hry, a tak neslyšel ovace publika, které trvaly dvě hodiny. Veršované drama v novoromantickém stylu se stalo jeho nejúspěšnějším dílem. Už 1. ledna 1898 byl jmenován rytířem řádu Čestné legie. Hra byla přeložena do mnoha jazyků a uváděna na divadelních scénách po celém světě.
V roce 1900 měl další úspěch s historickým dramatem Orlík (L'Aiglon), který však neodpovídal kvalitě díla, sentimentální historii ze života Napoleonova syna. V roce 1901 byl zvolen do Francouzské akademie jako nejmladší člen. Několik let pracoval nepravidelně na hře Kokrháč (Chantecler), která byla poprvé uvedena 7. února 1910. Jednalo se o alegorickou moralitu v duchu středověkého zvířecího eposu. Na chladném přijetí hry se mohl projevit i Rostandův postoj v Dreyfusově aféře. Stál na straně nespravedlivě obviněného Alfréda Dreyfuse, což mu způsobilo mnoho nepřátel na politické scéně.

### Závěr života
V roce 1911 byl povýšen na komandéra Čestné legie. Od roku 1914 se intenzivně angažoval v podpoře francouzských vojáků. Rostand nebyl uznán schopným pro službu v armádě. Události 1. světové války ho inspirovaly k napsání několika básní. Byla mezi nimi dlouhá báseň Le Cantique de l'Aile (Píseň křídla) na počest prvních letců. Začal psát dramatický epilog Poslední noc Dona Juana (La Derniere Nuit de Don Juan), ale hru již nestačil dokončit. Toto dílo bylo publikováno až po jeho smrti, stejně jako druhá verze Vzdálené princezny, která byla slíbena Sarah Bernhardtové.
Zemřel 2. prosince 1918 v Paříži na španělskou chřipku, kterou se pravděpodobně nakazil během zkoušek na obnovené uvedení hry Orlík. Byl pochován na hřbitově Saint-Pierre v rodném Marseille.

## Dílo

### Divadelní hry
Rostand tvořil hlavně veršovaná dramata ve stylu romantismu, i když v té době už převažoval naturalismus a realismus.
- Červená rukavice (Le gant rouge, 1888) – ve spolupráci s přítelem Henrim Leem. Příběh mladého muže, který se zaplete do případu krádeže šperků a pomocí svého přítele se snaží dokázat svou nevinu. Zamiluje se do tajemné ženy a musí čelit mnoha překážkám, aby ji získal. Hra se po svém uvedení setkala s ostrou kritikou a Rostand se snažil, aby se na ni zapomnělo. Dlouho byla považována za ztracené dílo, teprve začátkem 21. století byl její text objeven v Národním archivu a v roce 2009 vyšel knižně.[6]
- Dva Pieroti (Les deux Pierrots,1891) – vypráví příběh dvou mladých kabaretních umělců Pierota a Pierety, jejichž lásku komplikuje příchod svůdníka Harlekýna.–Prostřednictvím živých dialogů a introspektivních monologů Rostand zkoumá témata lásky, zrady a osamělosti. Hra mísí komické a tragické prvky, poskytuje pohled do duality lidské povahy. Nabízí zamyšlení nad složitostí lidských vztahů a obtížnými rozhodnutími, kterým někdy čelíme.
- Romantikové nebo také Snílci (Les Romanesques,1894) – vliv Williama Shakespeara, veršovaná hra na námět Romea a Julie. Otcové se naoko znepřátelí a kladou lásce svých dětí překážky, aby posílili jejich vztah. V roce 1960 byla zpracována ve formě muzikálu Fantastikové (The Fantasticks), na libreto Toma Jonese a s hudbou Harveye Schmidta.[2]
- Vzdálená princezna (La princesse lointaine, 1895) – hra je založená na skutečném příběhu trubadúra Jaufrého Rudela, který se zúčastnil křížové výpravy s cílem spatřit překrásnou hraběnku z Tripolisu ještě před svou smrtí
- Samaritánka (La Samaritaine, 1897) – biblické drama o třech dějstvích. Photina, kráska ze Samary po seznámení s Kristem zvěstuje svým krajanům příchod Spasitele a pro jeho učení získá celé město Sichem[2]
- Cyrano z Bergeracu (Cyrano de Bergerac,1897) – Předobrazem hrdiny mu byl skutečný francouzský básník a filozof Hercule Savinien Cyrano de Bergerac, žijící v 1. polovině 17. století.
- Orlík (L'Aiglon, 1900) – hra o osudu Napoleonova syna na vídeňském dvoře byla napsaná při příležitosti Světové výstavy v Paříži v roku 1900.
- Kokrháč nebo také Jasnozpěv (Le Chantecler, 1910) – alegorická hra, v níž hrdinou je galský kohout, je vyjádřením lásky k vlastní zemi
- Poslední noc Dona Juana (La dernière nuit de Don Juan, 1921) – hra začíná tam, kde končí Molièrův Don Juan. Byla publikována posmrtně.

### Básně
- Les Musardises (1890) – sbírka básní napsaných v letech 1887 až 1893, v nichž se vrací ke studentským letům v Paříži
- Óda na hudbu (Ode à la Musique, 1891)
- Pro Řecko (Ode à la Grèce, 1897) báseň
- Let Marseillaisy (Le vol de la Marseillaise, 1919 ) – sbírka básní na povzbuzení a podporu odvahy obyčejných hrdinů bojujících v 1. světové válce

## Rostandovo dílo v Čechách
- Český rozhlas vydal dvě adaptace hry Cyrano z Bergeracu. V první z roku 1955 vytvořil hlavní roli Karel Höger, ve druhé z roku 2015 Jiří Langmajer.[7]
- Veršované drama Orlík bylo poprvé hráno česky 16. května 1919 na Národním divadle v Brně, 20. června 1920 uvedeno v Praze v Městském divadle na Vinohradech.
- Cyrano z Bergeracu byl vydán knižně v českém překladu Jaroslava Vrchlického roku 1898. Národní divadlo v Praze uvedlo premiéru hry už 22. března 1899 v hlavní roli s Jakubem Seifertem.[2]
- Kokrháče uvedlo Národní divadlo v Praze na jaře 1927 (14 představení) v režii Vojty Nováka a s hudebním doprovodem Jaroslava Křičky. Roli Kokrháče hrál Bedřich Karen.[8]

## Zajímavost ze života
Podle francouzského básníka Edmonda Rostanda je nazvána úprava kuřete, kdy se kuře dusí na másle s koňakem, karotkou, pečárkami a na kostičky nakrájeným celerem.

## Galerie

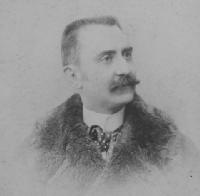
Jeho otec, finančník Eugène Rostand (1843–1915)
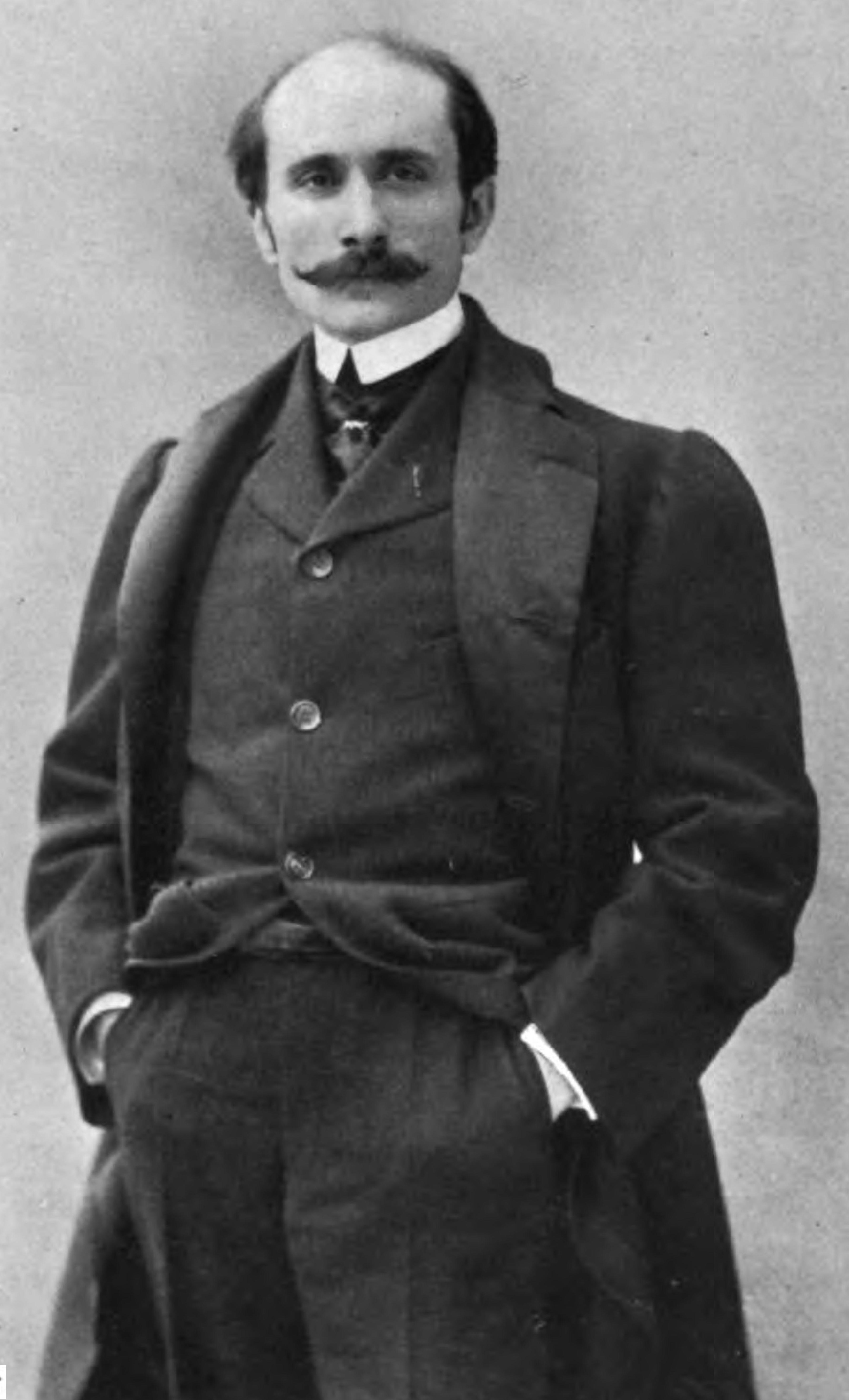
Edmond Rostand
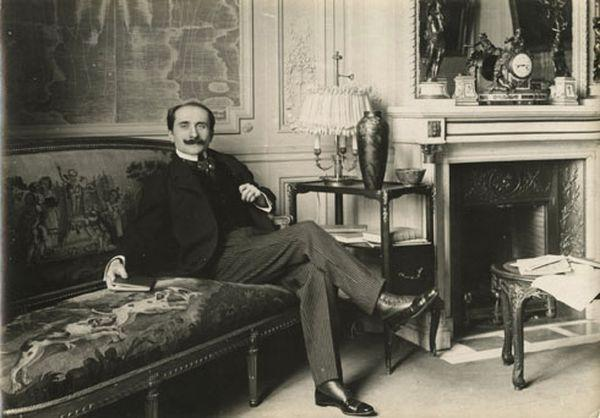
Edmond Rostand na pohovce
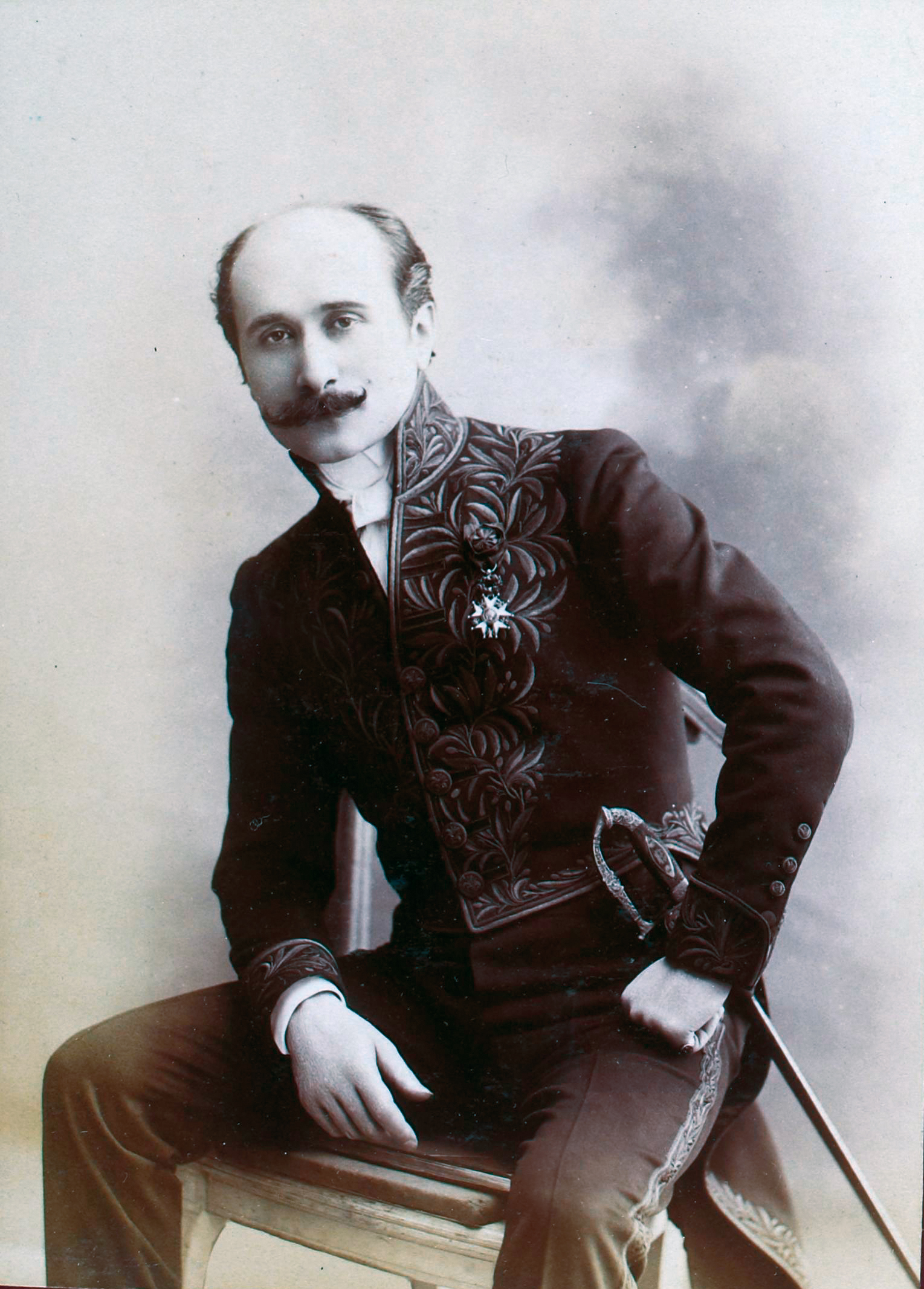
Edmond Rostand
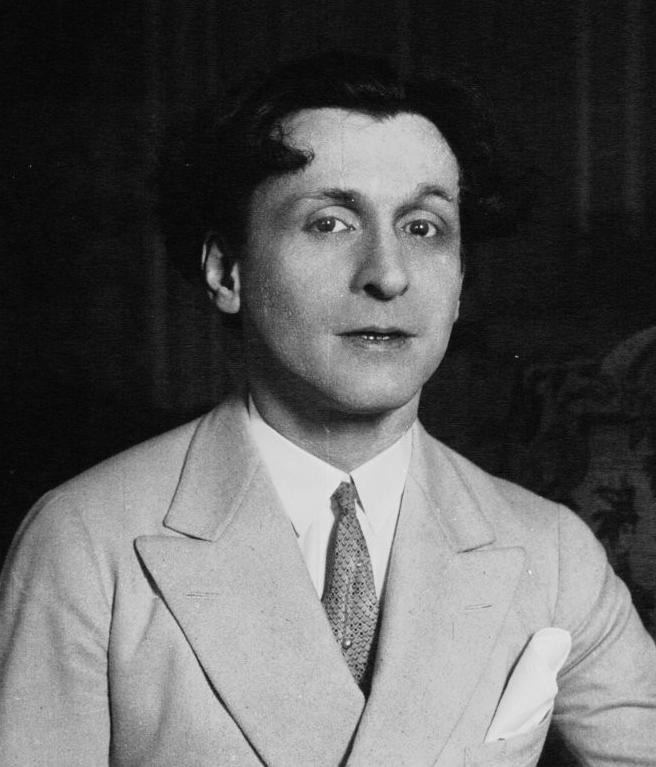
Jeho syn Maurice Rostand (1928)
- Jeho dílo Cyrano z Bergeracu